# Empire ottoman dans la Première Guerre mondiale

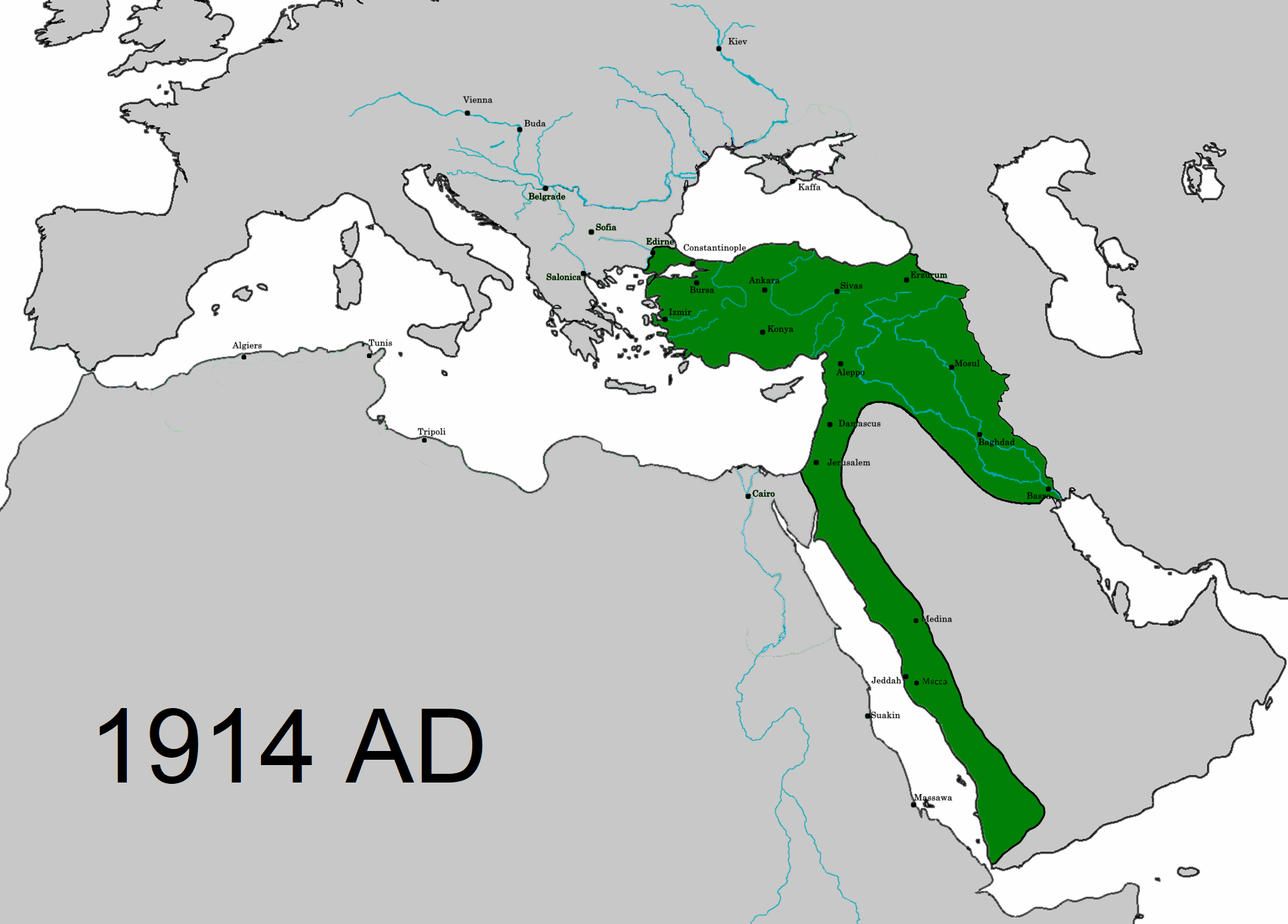
Les limites de l'Empire en 1914.

Durant les trois premiers mois de la Première Guerre mondiale, l'Empire ottoman reste dans une prudente expectative malgré les traités d'alliance avec l'Empire allemand. Dans un second temps, la Sublime Porte prend position en faveur des Empires centraux (Allemagne et Autriche-Hongrie) et entre en guerre à leurs côtés en octobre 1914.
Après l'échec de ses offensives contre l'Égypte britannique (première offensive de Suez) et le Caucase russe (bataille de Sarıkamış), l'Empire ottoman repousse en 1915 une offensive alliée visant Constantinople, mais d'autres offensives alliées ont lieu en Arménie, en Mésopotamie et en Palestine. Le statut du sultan, calife de l'Islam par reprise d'un titre vacant depuis le XVIe siècle, lui permet d'appeler à la guerre sainte contre les Alliés avec un succès limité, car ses vassaux arabes, stipendiés par les Britanniques, se révoltent contre lui.
Rapidement, la Première Guerre mondiale, guerre d'usure moderne et totale, excède les moyens dont dispose l'Empire ottoman qui s'épuise progressivement face au blocus alliés. À l'automne 1918, les unités germano-ottomanes sont débordées par des unités britanniques supérieurement équipées, tandis que le retrait de la Bulgarie du conflit laisse Constantinople sans protection face aux armées alliées, obligeant l'Empire à signer l'armistice de Moudros.

## L'empire ottoman et la guerre

### Buts de guerre ottomans et revendications des puissances étrangères

#### Les buts de guerre ottomans

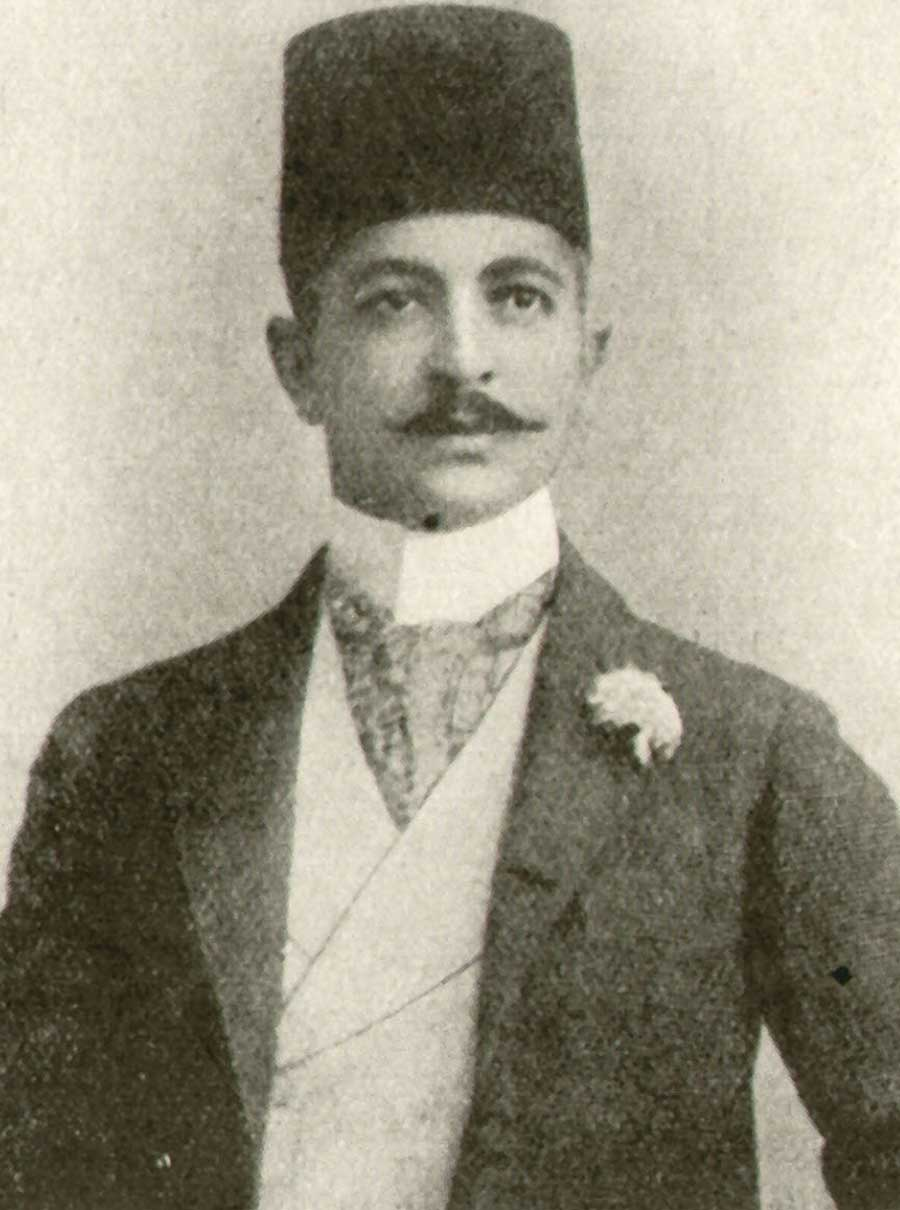
Le grand vizir Saïd Halim Pacha, signataire de l'alliance germano-ottomane en 1914.

Lors des négociations avec les puissances centrales, les buts de guerre turcs avaient été mis de côté. Mais les projets panturcs, c'est-à-dire la réunion de toutes les populations turques dans un seul État, caressés par Enver Pacha, entrent rapidement en opposition avec les projets caucasiens et asiatiques du Reich.
Cependant, les Ottomans expriment, en 1915, lors des tentatives de paix avec la Russie, une modification du régime des Détroits, mis en place en 1856 et en 1878, et tentent de faire accepter cette solution en 1916 à nouveau. Durant les premiers mois de l'année 1915, avant la conquête de Varsovie, puis en 1916, les diplomates allemands et turcs tentent en effet de négocier un accord avec les Russes pour obtenir la sortie de la Russie du conflit, sans succès. Le régime des détroits n'est pas le seul point de frictions avec la Russie : les frontières avec la Perse constituent également des pommes de discorde entre la Turquie et l'empire russe : un redécoupage des zones d'influence ottomanes et russes, voire un partage pur et simple de l'Iran font également l'objet de nombreux échanges entre les diplomates des deux empires.
Cependant, le 25 décembre 1916, le ministre ottoman des Affaires étrangères expose les ambitions ottomanes en cas de victoire des puissances centrales : l'évacuation des territoires occupés par les Alliés depuis 1914, l'annulation des dispositions britanniques prises à l'égard de l'Égypte et de Chypre. Dans le même temps, les responsables ottomans se montrent favorables à des annexions directes sur les côtes de la mer Noire, notamment à Constanza. Rapidement cependant, il apparaît clair aux responsables ottomans que la Porte ne recouvrera pas l'ensemble des territoires ottomans de 1914, et, soutenus par l'état-major allemand, les Ottomans tentent d'obtenir des compensations en Transcaucasie.
En outre, l'entrée en guerre de la Bulgarie change les perspectives ottomanes en Mer Noire. En effet, Ferdinand Ier (roi des Bulgares) a réclamé pour prix de son alliance avec les puissances centrales, une rectification de frontières en Thrace turque.
Enfin, en 1918, à la faveur de l'écroulement de la Russie, les négociateurs ottomans obtiennent l'évacuation des territoires ottomans encore occupés par la Russie, tandis que les responsables ottomans émettent des prétentions sur de vastes régions du Caucase russe.

#### La réalisation partielle des buts de guerre ottomans

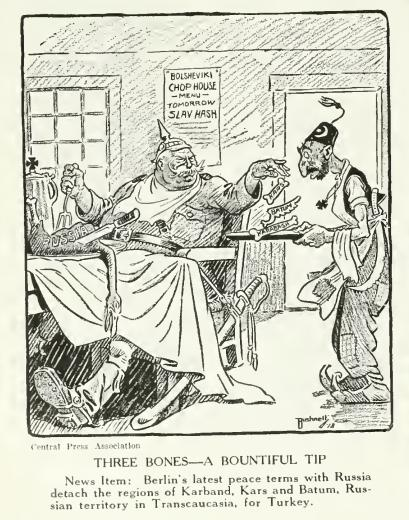
La réalisation des buts de guerre ottomans, selon le caricaturiste américain Elmer Andrews Bushnell.

Mais c'est la dislocation de la puissance russe dans le Caucase qui aiguise les appétits turcs sur cette région ; en effet, en février 1918, le ministre turc des Affaires étrangères, Nessimy Bey, expose les revendications turques dans le Caucase, mettant ainsi en avant les divergences au sein de l'alliance germano-turque : le port de Batoum et la Transcaucasie pourraient être placés sous influence politique turque, mais devront de toute façon se trouver dans la dépendance économique de l'Allemagne. Mais le 11 mai suivant, à Batoum, les négociateurs turcs réclament le retour à la frontière russo-turque de 1828, alors que les responsables allemands veulent mettre en place un État caucasien indépendant placé dans leur sphère d'influence politique et économique. Face à cette diplomatie qui néglige leurs intérêts, les Ottomans pratiquent la politique du fait accompli : ils occupent le chemin de fer de Bakou à Batoumi et lèvent une armée islamique du Caucase tout en réclamant toujours davantage de territoires, en contravention avec les accords de paix avec la Russie. Les Allemands doivent alors accepter un nouvel accord sur le Caucase. En même temps, les Empires centraux se heurtent aux revendications des nouveaux états issus de l'Empire russe : Arménie, Azerbaïdjan et Géorgie.[réf. nécessaire]

#### Les buts de guerre visant l'Empire ottoman
L'ensemble des puissances européennes engagées dans le conflit sont intéressés à voir l'empire ottoman accélérer sa décadence, certains de ses alliés ayant même des revendications territoriales à présenter sur certains territoires ottomans.
Ainsi, le roi Ferdinand a réclamé pour prix de son alliance avec les puissances centrales, une rectification de frontières en Thrace turque. Le 19 septembre 1918, le gouvernement bulgare revendique, en compensation des avantages obtenus par la Turquie dans le Caucase, des territoires en Thrace turque.
Le Reich, principal bailleur de fonds de l'empire ottoman en guerre, réclame, surtout à partir de 1917, des concessions économiques dans l'empire. Le 7 avril 1917, les responsables de la politique commerciale allemande, mettant à profit les énormes dettes contractées par Constantinople auprès de banques allemandes, présentent un programme d'expansion politique et économique dans la région. Ce programme prévoit la mise sous tutelle allemande exclusive de l'économie ottomane, notamment le contrôle des gisements pétrolifères de Mésopotamie, le contrôle de bassins miniers situés à proximité ou non du Bagdadbahn et un statut privilégié concernant la navigation sur le Tigre et l'Euphrate. Ce contrôle économique se double d'une série d'accords politiques et militaires à l'avantage de l'Allemagne. Le 9 août 1918, les Allemands renouvellent leur demande de contrôle allemand sur les gisements pétroliers de Mésopotamie.
Dans le camp adverse, l'engagement ottoman aux côtés des puissances centrales relance les discussions sur le partage des territoires ottomans et de la mise en place de zones d'influence au profit des Alliés. En effet, les projets de partage sont nombreux, mais définitivement fixés dans un mémorandum du 9 mars 1916 : la Syrie littorale, la Cilicie et les vilayets d'Adana et de Mossoul seraient réservés à la France, tandis que la Grande-Bretagne se contenterait de la Mésopotamie; la Russie quant à elle, annexerait l'Arménie et le Kurdistan et obtiendrait le libre passage dans les Détroits. Puis, le 19 avril 1917, l'accord de Saint-Jean-de-Maurienne réserve à l'Italie Antalya et la région de Smyrne. Enfin, la Palestine serait internationalisée,. Les Russes poursuivent, eux aussi, leurs propres objectifs dans le conflit qui les opposent à l'empire ottoman : en effet, continuateur de la politique d'expansion vers le Sud poursuivie patiemment depuis Pierre le Grand, les Tsars, puis le gouvernement provisoire, affirment souhaiter reconquérir Constantinople et les Détroits.

### Le soutien allemand

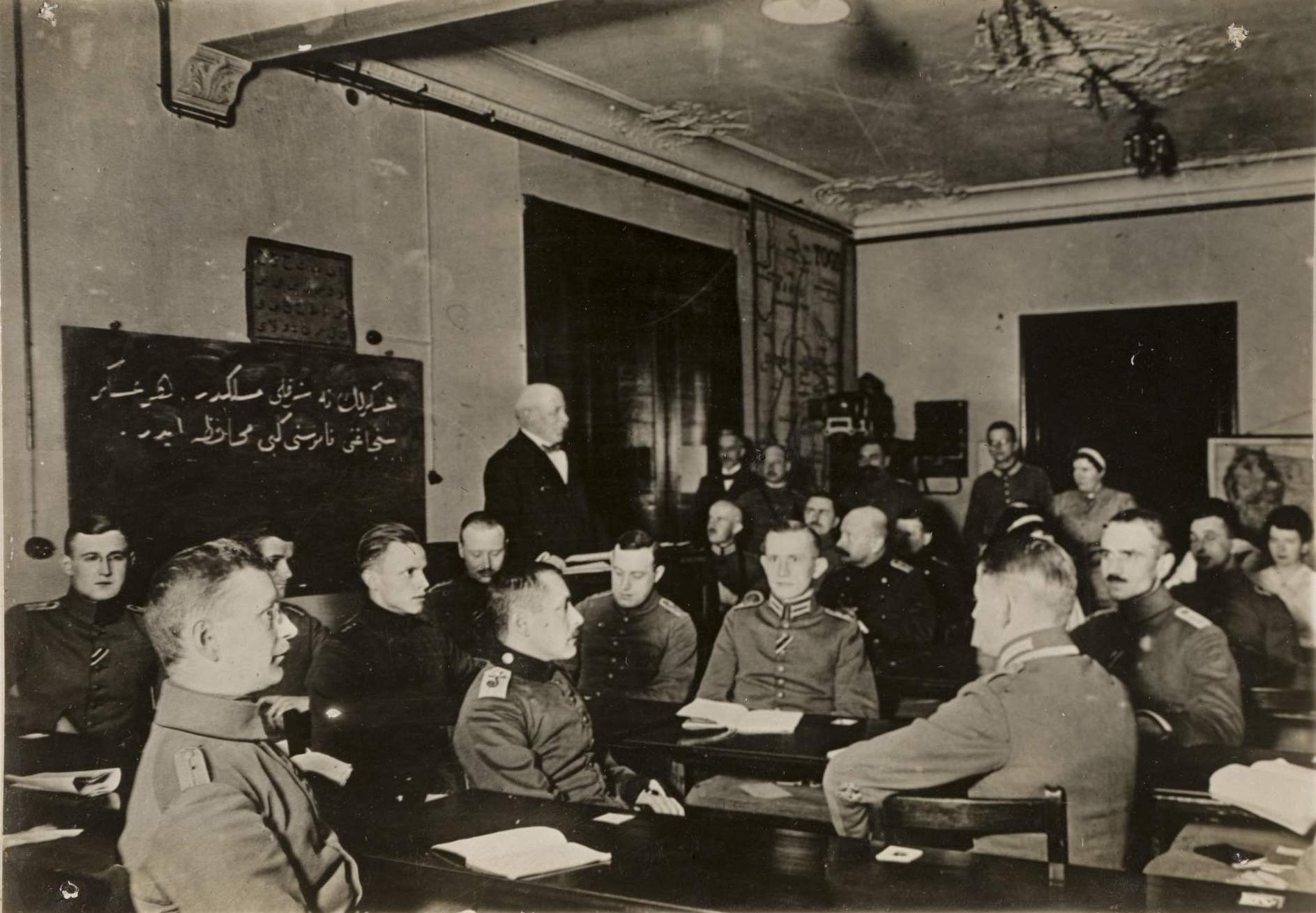
Officiers allemands à Berlin apprenant le turc ottoman en 1914.

Malgré les accords conclus avec l'Allemagne, l'Empire ottoman ne participe ni au déclenchement ni au premier mois du conflit. Cette neutralité ne leurre cependant aucun des participants au conflit. Les missions militaires allemandes dans l'Empire ottoman jouent un rôle de plus en plus essentiel. Cependant, les deux pays n'auront une communication directe qu'après la conquête de la Serbie à l'automne 1915.

#### Une fausse neutralité
Le déclenchement de la guerre en août 1914 prend les dirigeants ottomans de court. En effet, l'Empire n'est pas prêt à participer immédiatement au conflit : ses troupes sont dispersées dans des provinces lointaines et sa capitale, Constantinople, n'est pas à l'abri d'un coup de main allié.
Mais une note marginale de Guillaume II sur une demande du chef de la mission allemande à Constantinople, Otto Liman von Sanders, datée du 29 juillet 1914, ne laisse aucun doute sur les intentions ottomanes de participation dans le conflit européen qui s'annonce. Les responsables ottomans mènent une politique équivoque, maintenant des relations avec les Alliés, négociant même avec eux. Enver Pacha, par exemple, initie des pourparlers avec les Alliés, dès le 9 août : il expose les revendications turques dans les Balkans lors de négociations avec l'ambassadeur de Russie : la rétrocession de la Thrace occidentale et des îles de la mer Égée.
Parallèlement à ces contacts avec les Alliés, La poursuite des croiseurs Goeben et Breslau, en juillet-août 1914, contribue à faire basculer l'Empire ottoman dans le camp des puissances centrales. Le 28, les Britanniques, en violation des accords conclus, avaient saisi deux navires en construction dans leurs arsenaux et destinés à la marine ottomane : cette décision mécontente gravement les Ottomans. Deux croiseurs de la marine impériale allemande en Méditerranée, poursuivis par les flottes française et britannique et empêchés de rallier les ports austro-hongrois, se présentent le 10 août 1914 devant les défenses de Constantinople et reçoivent l'autorisation de s'avancer jusqu'à la capitale, en violation de l'accord de 1841 sur le régime des Détroits. Comprenant l'avantage qu'il peut en tirer, le gouvernement allemand fait cadeau de ces deux navires aux Ottomans : les Goeben et Breslau deviennent les Yavuz Sultan Selim et Midilli, l'amiral Wilhelm Souchon, commandant l'escadre formée par les deux croiseurs est nommé commandant de la flotte de guerre ottomane, tandis qu'un autre marin allemand, l'amiral Guido von Usedom, prend la responsabilité des défenses côtières de Constantinople. Dans les semaines qui suivent, Ottomans et alliés se livrent à une surenchère de mesures aboutissant à la mise en place d'un blocus de fait des Détroits.
Le gouvernement ottoman est encore divisé sur la stratégie à tenir : l'homme fort du régime, Enver Pacha, souhaite un engagement rapide dans le conflit, tandis que d'autres responsables ottomans, comme Izzet Pacha, souhaitent continuer à temporiser, alors que le Grand vizir, Saïd Halim Pacha, se montre indécis. À court terme, l'intervention ottomane dans le conflit n'apporte pas d'avantages immédiats aux puissances centrales mais à moyen terme, la fermeture des Détroits à la navigation empêche les Franco-Britanniques de fournir une aide matérielle à la Russie, ou encore la possibilité de lancer des opérations directes contre l’Égypte, alors protectorat britannique, puis contre l'Inde britannique.

#### La Porte et leReich

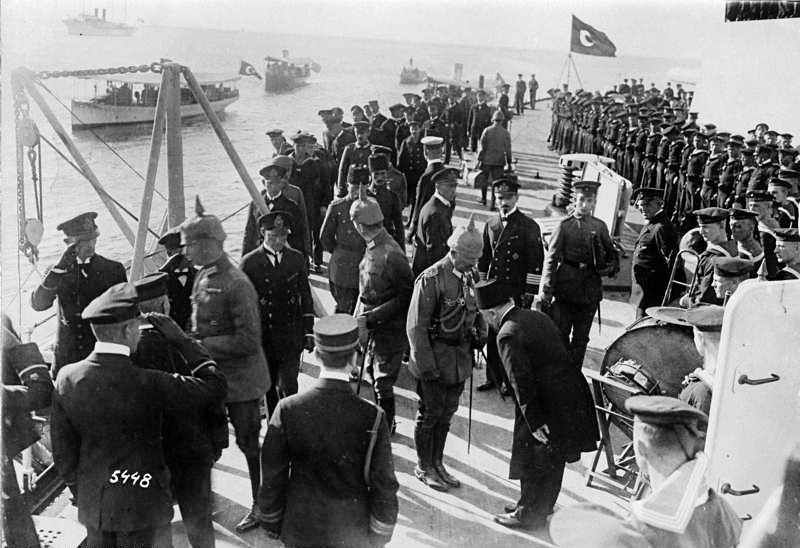
Visite de l'empereur Guillaume II à Constantinople en octobre 1917 guerre mondiale, à bord du croiseur Yavuz Sultan Selim (ex-Goeben).

Dès la fin du XIXe siècle, les deux empires mènent une politique de rapprochement politique et économique de grande ampleur. En effet, fortement influencé par les géopolitologues de la période et souhaitant limiter les effets d'un blocus du canal de Suez, Guillaume II envisage la construction et la mise en service du chemin de fer de Bagdad reliant l'Europe centrale au golfe Persique, via Constantinople, Bagdad et Bassora.
Parallèlement à cette politique en direction du golfe Persique, le sultan souhaite la construction d'une ligne de chemin de fer dans le Hedjaz, mais la politique britannique s'oppose à ce projet, amenant davantage encore, à partir de 1906, la Porte à se rapprocher de Berlin.
À la fin de l'été 1914, les échecs rencontrés par les puissances centrales, sur la Marne, en Galicie et en Serbie remettent en cause, aux yeux des décideurs ottomans, l'entrée en guerre de leur pays aux côtés des puissances centrales. Le 17 septembre, puis le 11 octobre, l'ambassadeur allemand à Constantinople expose les demandes de son gouvernement et promet un soutien financier à l'Empire ottoman.
Dans le même temps, les moyens militaires ottomans sont renforcés par l'achat de croiseurs de la Kriegsmarine, par des travaux de fortifications dans les Détroits, réalisés sous la supervision d'ingénieurs militaires allemands, ; dans le même temps, les détroits du Bosphore et des Dardanelles sont mis en défense, interdisant ainsi l'accès de la mer de Marmara aux navires alliés. Cet accès est non seulement miné, ce qui contrevient aux dispositions des accords de Paris de 1856, mais aussi défendu par une puissante artillerie côtière, d'une centaine de pièces lourdes auxquelles s'ajoutent des tubes lance-torpilles installés sur les rivages asiatiques et européens ; cette débauche de moyens permet aux stratèges allemands et turcs de déployer, pour servir ces pièces et assurer la défense de ce secteur stratégique, peu de troupes d'infanterie au début de l'année 1915.
À partir de la conquête de la Serbie à la fin de 1915, permettant une communication directe entre le Reich et son allié via la Bulgarie, l'industrie de guerre allemande alimente l'Empire ottoman en matériel ferroviaire, en armement et en charbon : les besoins ottomans, civils et militaires, sont de 8 000 tonnes par mois. En 1916, l'Allemagne envoie 180 000 tonnes de lignite et 130 000 tonnes de charbon. Les Ottomans paient ces fournitures en denrées alimentaires et matières premières,.
Le soutien du Reich se matérialise également sur le plan financier : en 1917, la Porte lui emprunte trois milliards de Reichsmarks, indispensables à son effort de guerre. Cette dépendance financière donne aux Allemands un moyen de pression qui facilite la réalisation de leurs buts de guerre dans l'empire affaibli.

### La déclaration de guerre

#### Le coup de force des Trois Pachas
Après les batailles non décisives de l'été 1914, l'Allemagne comprend qu'elle s'engage dans une guerre d'usure. Elle demande à la Porte, à laquelle elle est liée par un traité secret signé le 2 août 1914, une intervention rapide dans le conflit.
Le triumvirat militaire des trois Pachas (Enver Pacha, Talaat Pacha et Cemal Pacha), qui détient la réalité du pouvoir depuis le coup d'État le 25 janvier 1913, décide de l'entrée en guerre sans consultation ni du sultan, ni du premier ministre en titre.
À la fin du mois d'octobre, les deux croiseurs allemands cédés aux Ottomans mais qui continuent à suivre les ordres de Berlin, tranchent le « nœud gordien » de l'intervention turque en partant bombarder les installations russes d'Odessa, Sébastopol et Novorossiïsk, coulant une canonnière russe et un paquebot français, déclenchant ainsi une nouvelle guerre russo-turque.

#### Le djihad, instrument de la propagande allemande et ottomane
Dès les dernières années du XIXe siècle, la Weltpolitik (politique mondiale) de Guillaume II l'avait amené à se poser en protecteur des musulmans. Lors de son voyage à Damas en 1898, il déclarait : 

« Que Sa Majesté le sultan, et que les trois cents millions de musulmans éparpillés sur la surface de la terre qui honorent en lui leur Calife se rassurent — l’empereur des Allemands est leur ami pour toujours. »

L'empereur allemand relance cette propagande dès le 29 juillet 1914, et propose un programme d'action utilisant le sentiment panislamique contre les Alliés. Ainsi, le traité d'alliance du 2 août 1914 prévoit que le Sultan ottoman, de par son statut de Calife, proclame la guerre sainte contre les Alliés. Parmi les premières opérations permises par cet appel au djihad, un projet de conquête de l'Égypte doit être mené conjointement par des troupes germano-austro-hongroises et turques, soutenues par une intense propagande en faveur du djihad.
Le sultan ottoman, portant également le titre de Calife, écarté de la prise de décision, doit approuver des proclamations appelant à la guerre sainte contre les Alliés. Il proclame le djihad le 14 novembre 1914. Le Cheikh al-Islam, à Constantinople, lance un appel au « plus grand de tous les djihads », acclamé par des dizaines de milliers de fidèles. Les réactions sont moins enthousiastes dans les provinces car la junte des Trois Pachas apparaît encore comme l'héritière de la révolution des Jeunes-Turcs, de culture laïque, qui a renversé en 1909 le sultan Abdülhamid II, ancien champion du panislamisme.
Les services ottomans tentent de renouer des contacts avec des représentants des populations nord-africaines. Ainsi, appuyés par les Ottomans, les Allemands tentent de soulever Arabes et Berbères contre la domination française. Le soulèvement des Senoussis en Libye se prolonge jusqu'en 1918 avec des résultats limités.
Parallèlement à ces projets en Afrique du Nord, les puissances centrales souhaitent l'extension du djihad à l'intérieur des empires coloniaux, français et anglais, et de l'empire russe. Pour menacer directement l'Inde britannique, des expéditions mixtes turques et allemandes sont envoyées en Perse. Par la suite, Allemands et Ottomans tenteront également de recruter des partisans parmi les prisonniers de guerre musulmans originaires des territoires de l'Entente.
Parallèlement à cette propagande panislamique, les Ottomans utilisent le sentiment loyaliste des Albanais musulmans envers la Porte pour entretenir des foyers d'agitation en Albanie, dans un premier temps depuis les Pouilles, puis depuis l'île de Corfou.
Le sultan ottoman est encouragé dans cette politique par les représentants austro-hongrois et par les responsables civils et militaires allemands.
Cependant, ces plans grandioses échouent face à la faiblesse des moyens qui leur sont alloués. Les musulmans qui s'opposent à la domination coloniale s'aperçoivent assez vite que les ambitions impérialistes des Allemands ne sont pas différentes de celles des autres Européens et que ni l'Allemagne, ni l'Empire ottoman ne peuvent leur fournir une aide suffisante en argent et en matériel.

## La Porte en guerre

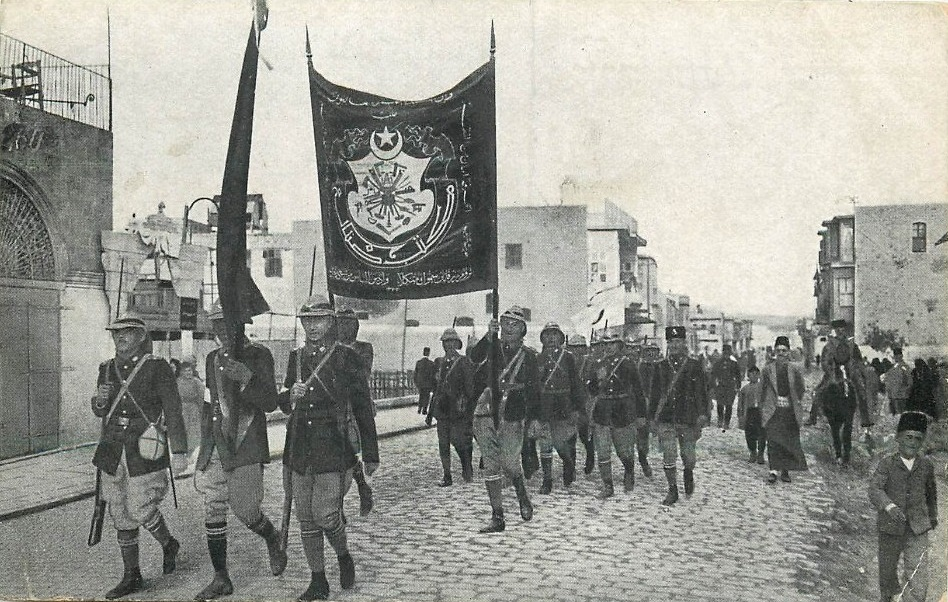
Troupes ottomanes à Alep

### L'armée et la société dans la guerre

#### L'armée ottomane
Considérablement renforcée par les réformes mises en place sous la houlette de la mission militaire allemande, l'armée ottomane absorbe à elle seule six millions de livres turques, soit la majeure partie du budget de l'empire.
Principal acteur du conflit, l'armée doit cependant compter avec les centres de pouvoir mis en place à la suite du coup d'État de 1913 : les comités Union et Progrès, vite marginalisés, et l'Organisation Spéciale, Techkilat-ı Mahsusa, dont les membres s'immiscent dans la gestion des affaires militaires et civiles de l'empire, à la grande colère des militaires.
De plus, les unités qui la composent, mal nourries, ne peuvent rivaliser avec les unités alliées qui l'attaquent sur l'ensemble des frontières de l'empire, tandis que l'armée ottomane ne peut espérer durablement faire face aux Alliés au cours de l'année 1918. Ainsi, du fait des carences alimentaires des unités ottomanes, ainsi que de la pénurie de médicaments, les pertes ottomanes sur le champ de bataille ne représentent qu'une faible proportion des pertes militaires.
De plus, les stratèges des puissances centrales permettent le déploiement de plus de 120 000 soldats ottomans en Europe, contre les Alliés déployés en Grèce.

#### Vie politique

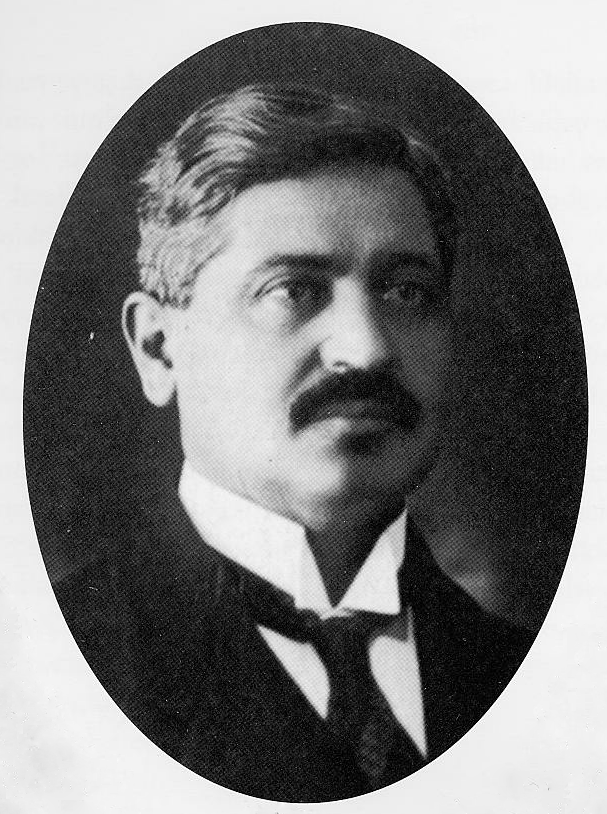
Talaat Pacha, ministre de l'Intérieur (1913-1917) puis grand vizir (1917-1918).

Dans le contexte de la prise du pouvoir par le Comité Union et Progrès, l'Empire ottoman vit sous une chape de plomb. En effet, le Comité Union et Progrès contrôle dans un premier temps toute la vie politique de l'Empire, tandis qu'il est rapidement évincé par l'organisation spéciale, bicéphale, placée sous la dépendance de Talaat Pacha et d'Enver Pacha. C'est l'organisation des Jeunes-Turcs qui règnera jusqu'à l'effondrement de l'Empire, le sultan Mehmed V n'étant pas vraiment maître de son Empire, il n’était qu’un fantoche des nationalistes du Comité.

#### Blocus et étranglement de l'économie ottomane

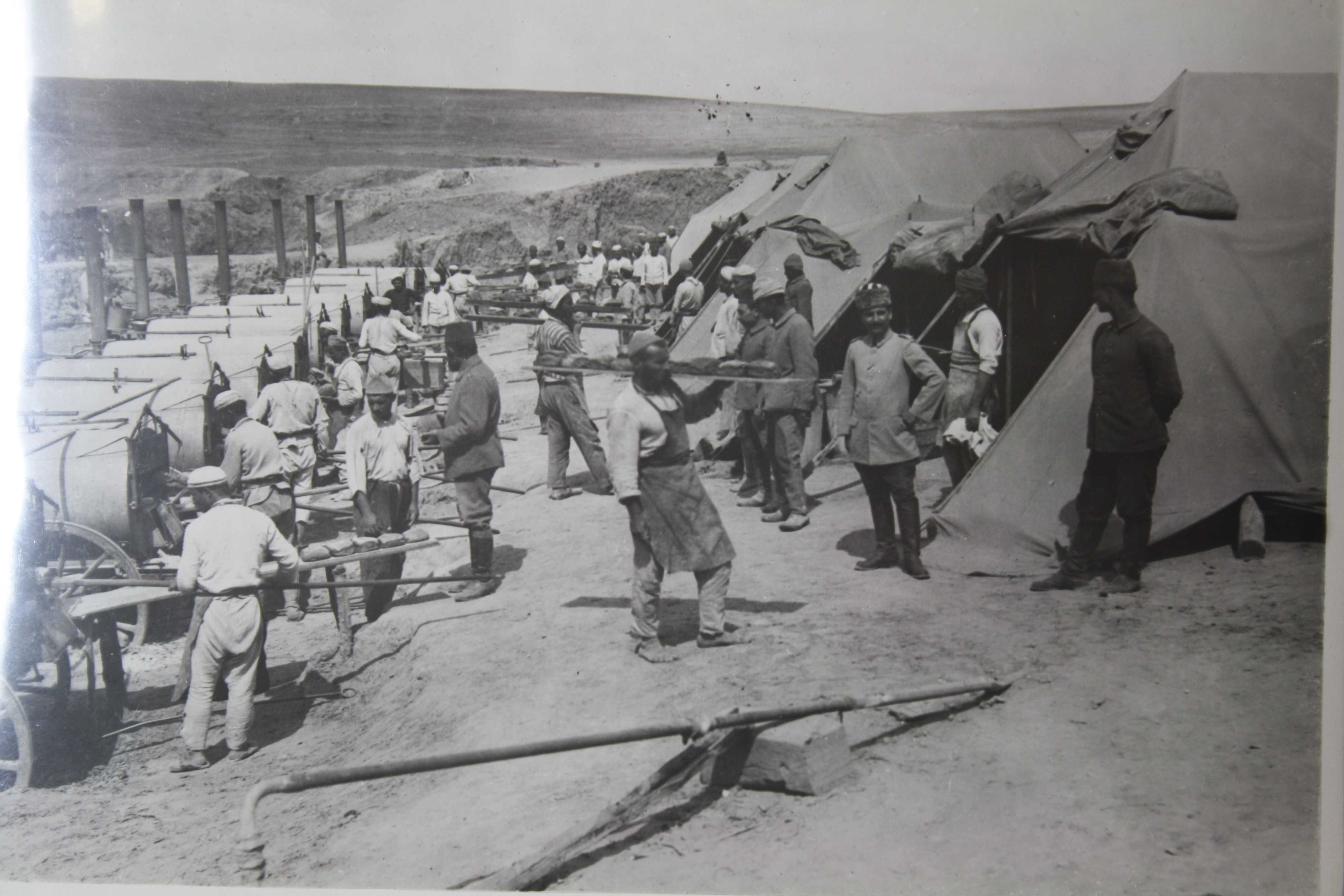
Boulangerie de campagne des troupes ottomanes, 1914-1918.

Dès les premiers jours du conflit, les Alliés mettent en place un sévère blocus des côtes ottomanes, les Français sur les côtes de la Syrie et du Liban, les Britanniques en Mer Rouge. Du fait de l'absence de moyens efficaces pour forcer durablement le blocus imposé par les Alliés, celui-ci se fait au plus près des côtes, ce qui non seulement remet en cause la structure de l'économie ottomane, mais permet aussi l'infiltration d'armes et de matériel à destination de groupes clients de la France et de la Grande-Bretagne.
Ce blocus remet en cause les échanges au sein des provinces ottomanes ; en effet, il empêche les activités de cabotage entre les ports ottomans, provoquant l'engorgement des voies ferrées, tandis que le commerce en Mer Noire à destination de Constantinople est placé sous le feu de la marine de guerre russe, privant la capitale ottomane de charbon anatolien.
Plus de 240 000 soldats de l'armée ottomane sont morts à l’arrière en grande partie du fait des effets du blocus (manque de nourriture et de soins) , contre 85 000 soldats tués au front. 27% des soldats ottomans ont perdu la vie pendant le conflit, contre une proportion de 16,8% de soldats français.

#### Les civils dans le conflit
La guerre est diversement vécue par les populations ottomanes.
Cependant, le blocus mis en place par les Alliés créent les conditions d'une sévère famine parmi les populations de l'empire, dans les principales villes de l'empire, Istanbul, Smyrne, ou dans les villes du Liban ; cette famine se fait cruellement sentir durant la seconde moitié du conflit, à partir de 1916. Ainsi en 1917, la situation est si dramatique que le gouverneur ottoman siégeant à Beyrouth supplie le patriarche maronite d'intervenir auprès du Pape afin de faciliter le ravitaillement, sans succès. Au terme du conflit, les experts militaires alliés estiment que cette famine a coûté la vie à près d'un million de civils, pour moitié musulmans, pour moitié non musulmans.
En outre, le blocus incite les autorités à amplifier les vexations à l'encontre des populations civiles, poussant les populations non turques à se révolter contre l'administration ottomane. La révolte arabe, par exemple, se déclenche en raison des réquisitions de chameaux au profit des troupes turques.

#### Génocide des Chrétiens d'Orient
Dès la mise en place du régime des trois Pachas, au début de l'année 1913, une politique turque nationaliste est mise en place. Le déclenchement du conflit pousse ses initiateurs à l'amplifier.
Ainsi, dès la déclaration de guerre, les Grecs d'Asie Mineure subissent des déportations de grande ampleur, puis, au printemps 1915, les Arméniens sont déportés et massacrés par l'armée ottomane, tandis que les populations chrétiennes du Levant ottoman subissent des vexations de la part des autorités ottomanes. De plus, ces populations se trouvent suspectées par les autorités de souhaiter s'émanciper des Turcs.

### Les fronts ottomans

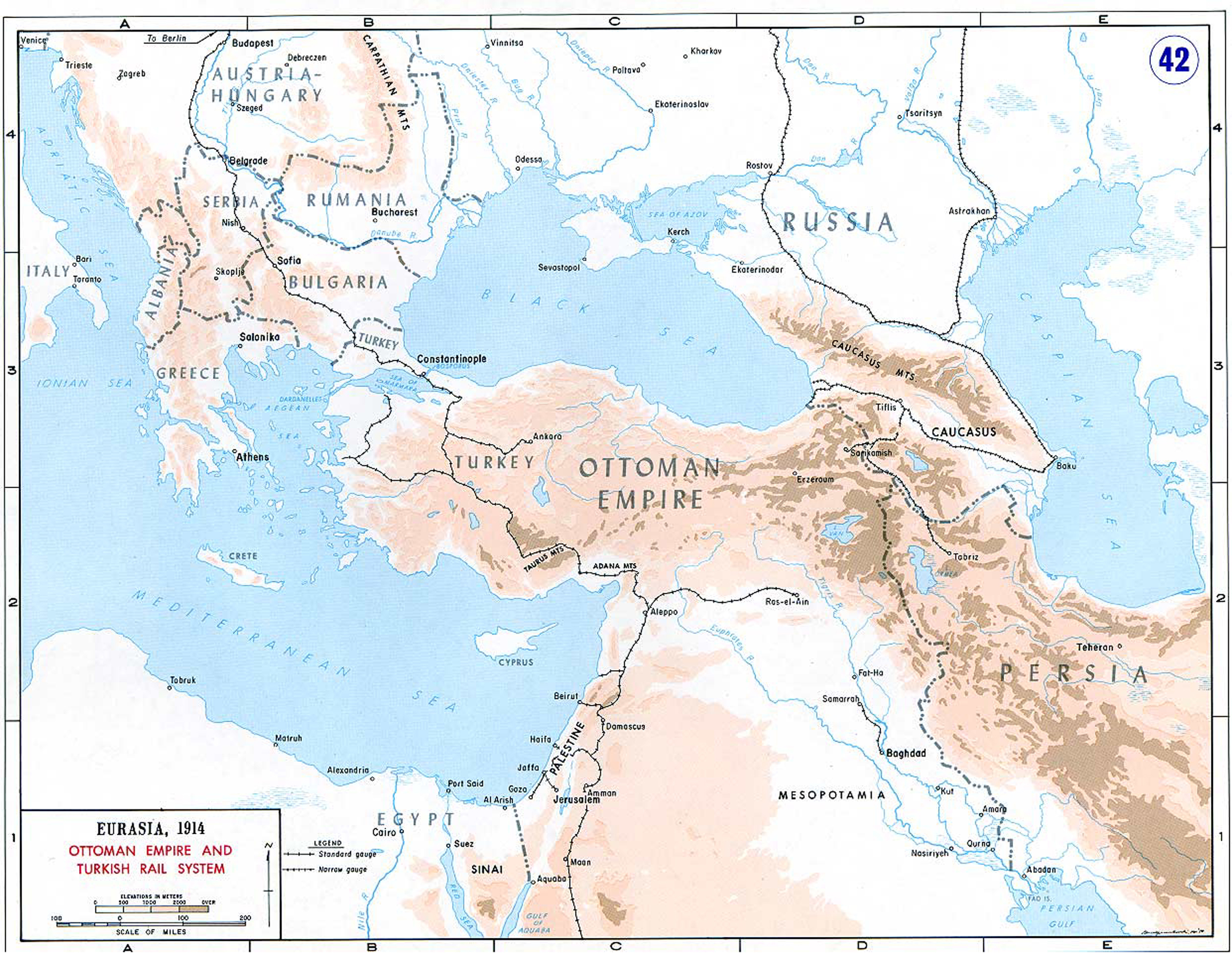
Réseau ferroviaire de l'Empire ottoman en 1914.

Les Ottomans sont handicapés par la difficulté des communications face à des adversaires qui, dès le début, détiennent la maîtrise des mers. La neutralité incertaine de la Roumanie et de la Bulgarie ne permet que des échanges limités avec l'Europe centrale pendant le début du conflit.

#### Dispersion des troupes

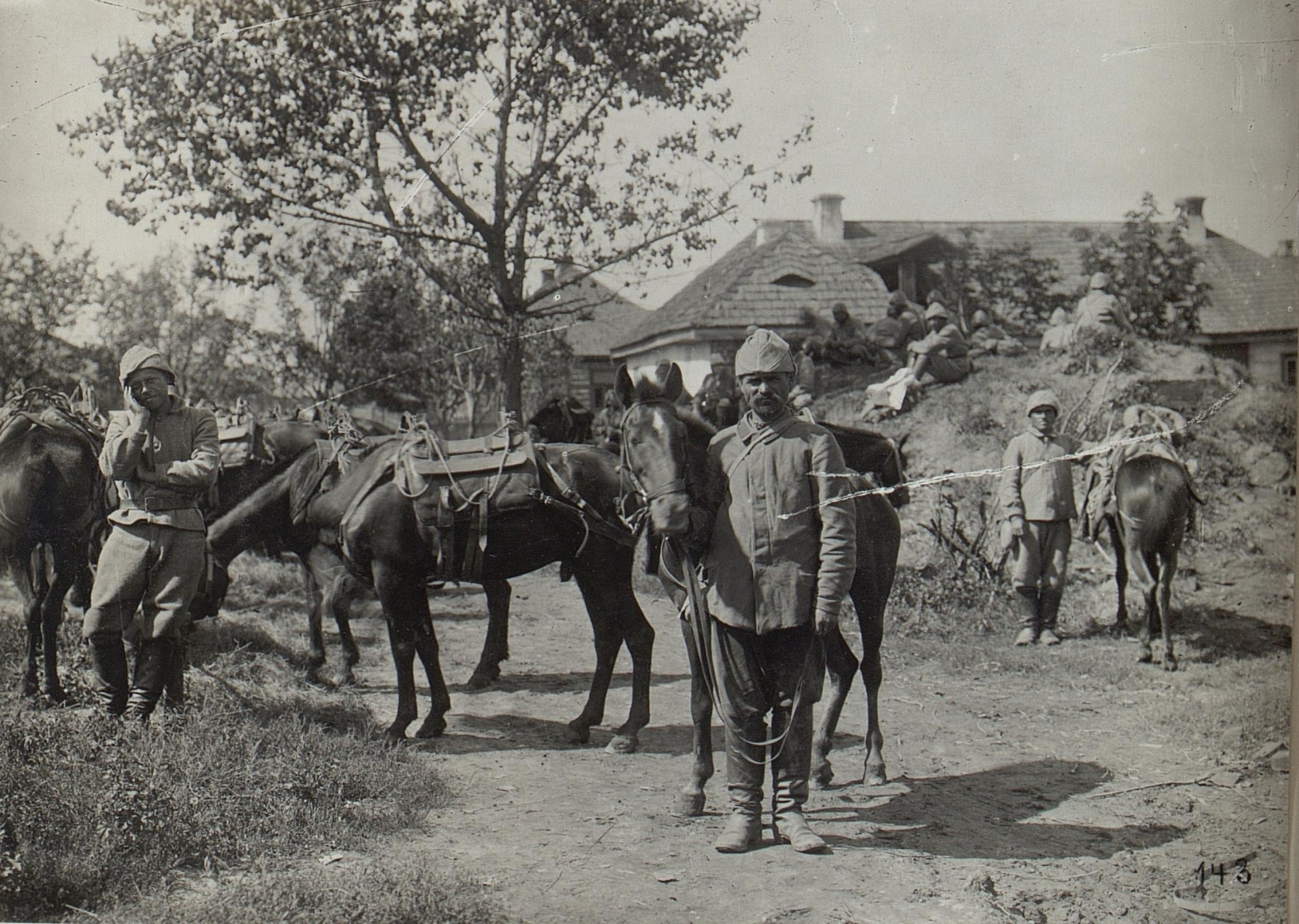
Soldats ottomans près de Kovel en Galicie, photographie autrichienne, 1916.

L'intervention ottomane ouvre de nouveaux fronts et crée de nouveaux impératifs aussi bien pour les Alliés que pour les Puissances centrales. Ainsi, ce nouvel allié doit recevoir des troupes, du matériel et des vivres des puissances centrales, mais il en est séparé par la Serbie, et par la Bulgarie, encore neutre à la fin de l'année 1914. De plus, les opérations alliés en direction de l'Empire ottoman sont également pensées en fonction des richesses minérales ottomanes, donc du front de Mésopotamie, la région étant riche en pétrole.
L'effort de guerre de l'Empire ottoman est contrarié par la déficience de son industrie et de son réseau de transports : il s'engage dans une guerre industrielle moderne avec une économie archaïque. Les tunnels ferroviaires du Taurus sont inachevés au début du conflit : le matériel de guerre, entièrement importé, doit être déchargé et rechargé huit fois avant d'atteindre le front de Palestine. Les troupes, mal ravitaillées, souffrent de pénuries graves qui incitent à la désertion.
Les Alliés sont les premiers à réagir, la Russie se trouvant obligée de distraire une partie de ses troupes du front européen et de mettre en place un front dans le Caucase, face à la frontière turque.
De plus, l'extrême étirement des fronts facilite la prise de contrôle par les Alliés d'enclaves ou îlots le long des côtes ottomanes, tandis que certaines périphéries, nominalement dépendantes de l'Empire ottoman, sont ravitaillées dans des conditions précaires jusqu'à la fin du conflit.

#### Caucase

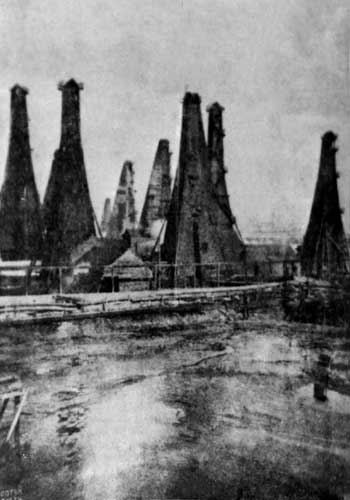
Puits de pétrole de Bakou, image de film russe, 1916.

La campagne du Caucase commence très mal pour les Ottomans. Leur première offensive contre les Russes aboutit à un désastre à la bataille de Sarıkamış (décembre 1914-janvier 1915) ; l'armée russe pénètre en Arménie ottomane. La bataille de Kara Killisse, en juillet 1915, est un succès tactique pour les Russes qui ne sont cependant pas en mesure de l'exploiter. En janvier-février 1916, la bataille d'Erzurum tourne à l'avantage des Russes.
Au mois de mars, puis en mai 1918, l'effondrement de l'armée russe et l'éclatement de la vice-royauté du Caucase en républiques indépendantes permettent aux troupes turques d'avancer dans le Caucase, ne rencontrant aucune résistance et se saisissant de nombreux territoires caucasiens convoités par les responsables ottomans. Cette expansion territoriale inquiète les dirigeants de l'Empire allemand, fortement intéressés par les richesses minières et pétrolières de la région. En juin 1918, l'expédition allemande dans le Caucase permet aux Allemands d'occuper la Géorgie et de s'assurer, jusqu'à la fin de la guerre, l'accès à l'oléoduc de Bakou à Batoumi.
Les Britanniques envoient un corps expéditionnaire à Bakou et occupent la ville avec l'aide des nationalistes arméniens mais les Ottomans, aidés par les nationalistes azerbaïdjanais, les obligent à se retirer lors de la bataille de Bakou (26 août-15 septembre 1918) : c'est la dernière victoire ottomane du conflit, bientôt suivie par un retrait.

#### Dardanelles, Balkans et Galicie

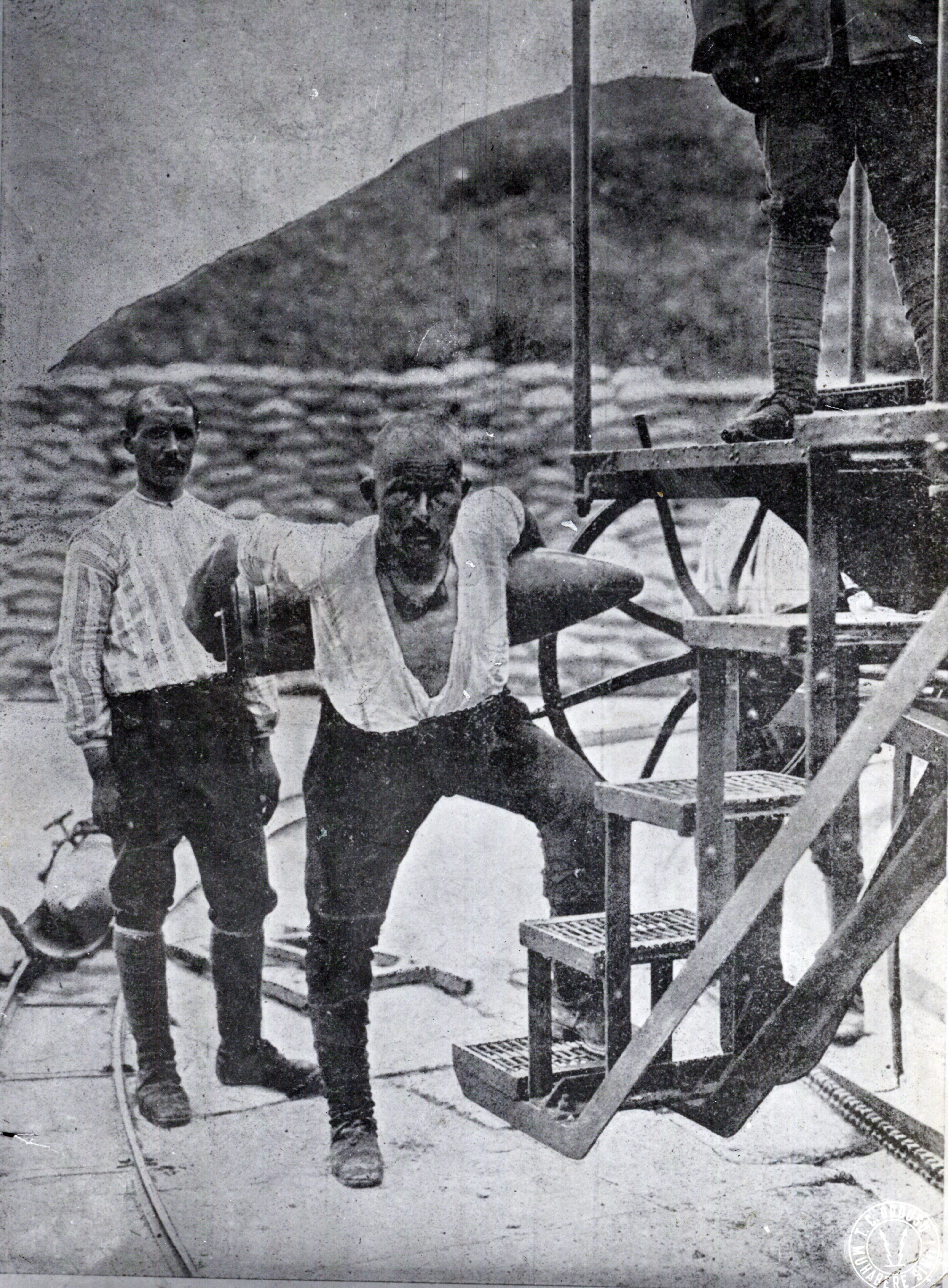
Seyit Onbasi, héros des Dardanelles.

Ainsi, dès le début de l'année 1915, les planificateurs britanniques, influencés par Winston Churchill, alors premier Lord de l'amirauté, pensent à une attaque directe sur la capitale ottomane, tandis que les experts militaires aussi bien britanniques que français, notamment Pierre Loti, pointent la faiblesse de ces projets. L'attaque est basée sur le principe d'un débarquement à l'entrée des détroits et sur une progression de l'infanterie soutenue par les navires de guerre alliés, utilisés en appui-feu. Selon les concepteurs alliés de cette attaque, l'apparition de ces navires alliés à Constantinople devrait permettre l'écroulement du régime des Jeunes-Turcs.
L'attaque, lancée le 19 février 1915 par une escadre franco-anglaise considérablement renforcée, bute rapidement sur des défenses ottomanes pugnaces et réorganisées sous la direction des experts militaires allemands qui connaissent parfaitement le terrain ; à la suite de cet échec, les alliés préparent un corps expéditionnaire afin de faciliter la prise de contrôle des forts ottomans, situés de part et d'autre du détroit.
En avril 1915, un corps expéditionnaire britannique débarque dans la presqu'île fortifiée de Gallipoli, clé des détroits. Il se heurte à une forte défense ottomane commandée par Mustafa Kemal (futur Atatürk). Le débarquement de renforts français (Corps expéditionnaire d'Orient) sur la rive asiatique et australo-néo-zélandais (ANZAC) sur la rive européenne ne permet pas d'emporter la décision et les forces de l'Entente doivent rembarquer en août 1915.[réf. nécessaire]. Mustafa Kemal déclara « Je ne vous ordonne pas de combattre mais de mourir ! Le temps que vous mourrez, d’autre renforts viendront prendre votre place ».
L'entrée en guerre de la Bulgarie aux côtés des Empires centraux, en septembre 1915, sécurise les accès terrestres de Constantinople : les efforts de l'Entente se déplacent vers le front de Macédoine où le XXe corps ottoman est envoyé en renfort du groupe d'armées germano-bulgare entre octobre 1916 à mars 1917. Une autre unité ottomane, le VIe corps, est envoyée soutenir les Bulgares en Dobroudja contre les Roumains de septembre 1916 à mai 1918 tandis que le XVe corps est envoyé en renfort des Austro-Hongrois en Galicie d'août 1916 à septembre 1917. Ces corps, opérant en coordination avec les Allemands et les Austro-Hongrois, bénéficient d'un ravitaillement régulier et d'un équipement moderne : elles montrent de bonnes qualités combatives et certaines unités comme la 19e division se familiarisent avec la tactique des troupes d'assaut (stosstruppen) allemandes.

#### La Perse
La Perse maintient dès le déclenchement du conflit une stricte neutralité, ce qui l'oblige à louvoyer entre les puissances centrales d'une part, et les Alliés de l'autre.
Cependant, le territoire persan devient rapidement un champ de bataille entre belligérants, poussant le gouvernement persan à mettre en place une commission destinée à chiffrer le coûts des dommages subis par l'empire persan dans le conflit.
De même, alors que des portions du territoire persan font expressément partie des buts de guerre ottomans et allemands, l'accord de Constantinople, signé en 1915, partage la Perse occidentale en zones d'influence allemande et ottomane ; le gouvernement demeure dans la réserve jusqu'à la prise de Damas en septembre 1918.

#### Le Levant et la péninsule arabique

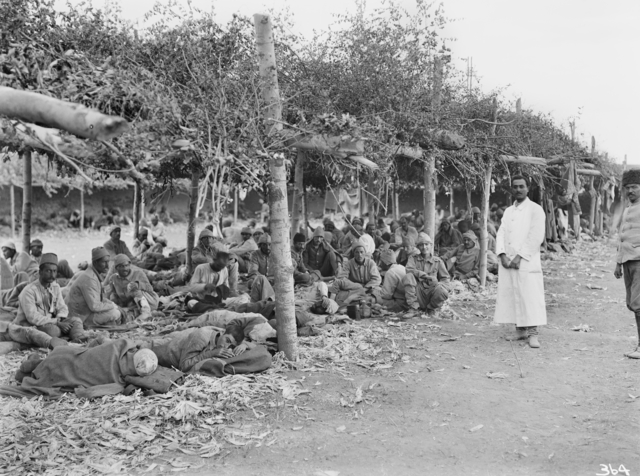
Prisonniers de guerre ottomans à Kaukab, Syrie, 1918.

Dans le même temps, une offensive germano-turque contre le canal de Suez est rapidement montée mais échoue, faute des soutiens espérés dans la population égyptienne, que les Germano-Ottomans avaient tenté de soulever contre la présence britannique. L'attaque se révèle être un échec, notamment en raison du positionnement de navires de guerre alliés dans le canal.
Cet échec se double de la prise de contrôle par les Alliés d'îles le long des côtes du Levant turc, notamment au Liban. Des îlots ottomans de la mer Égée et du sud de l'Anatolie sont aussi conquis par les Alliés, localement appuyés par les populations chrétiennes ou arméniennes des régions concernées.
Des opérations mineures se déroulent en Arabie du Sud où les Britanniques tiennent déjà le protectorat d'Aden.
En 1916, les Germano-Ottomans tentent une seconde offensive contre le canal de Suez. Mais la bataille de Romani (3-5 août 1916) s'achève encore par une retraite ottomane.
À partir du mois de juillet 1916, la révolte arabe du Hedjaz, dirigée par le chérif Hussein, compromet la domination ottomane dans la péninsule arabique.
Au début de l'année 1917, les Ottomans n'entretiennent en Palestine qu'une force de 18 000 soldats mal ravitaillés par des chemins de fer déficients et harcelés par les Bédouins; ainsi, durant l'automne 1917, les Britanniques conquièrent rapidement la Palestine : Gaza est prise le 7 novembre 1917, Jaffa le 16 et Jérusalem le 9 décembre.
À la suite de ces succès, le front se stabilise jusqu'à l'automne suivant : le 19 septembre 1918, le général britannique Allenby lance une offensive achevant la défaite ottomane dans la région ; les 35 000 soldats allemands et ottomans se révèlent impuissants face aux 150 000 soldats alliés qui enfoncent le front et se lancent dans une vaste guerre de mouvement que les troupes rameutées en urgence sont incapables de contrer efficacement : le 1er octobre 1918, après la capitulation de la Bulgarie, Damas est occupée par les Britanniques. La bataille d'Alep (1918), les 25 et 26 octobre, s'achève par la prise de la ville par les Britanniques et leurs alliés arabes : les restes de l'armée ottomane se replient vers l'Anatolie.

#### La Mésopotamie
Dès les premiers jours de l'intervention ottomane, un front s'ouvre de fait en Mésopotamie, les Britanniques contrôlant Koweït et sa région. Dès le 5 novembre 1914, un débarquement britannique a lieu dans le fond du golfe Persique, afin de sécuriser les intérêts pétroliers des firmes pétrolières britanniques dans la région.
Dès la fin de 1914, les unités débarquées dans la région de Koweït commencent à mener des offensives en direction de Bagdad. Cependant, en 1915 et au début de l'année 1916, les Britanniques subissent de lourds échecs dans la région. La 6e armée ottomane encercle une petite armée indo-britannique qui doit capituler à l'issue du siège de Kut-el-Amara le 29 avril 1916.
En 1917, les Britanniques reprennent l'offensive et s'emparent de Bagdad en mars.
Jusqu'aux derniers jours du conflit, des divisions ottomanes se battent en Mésopotamie.

### L'écroulement

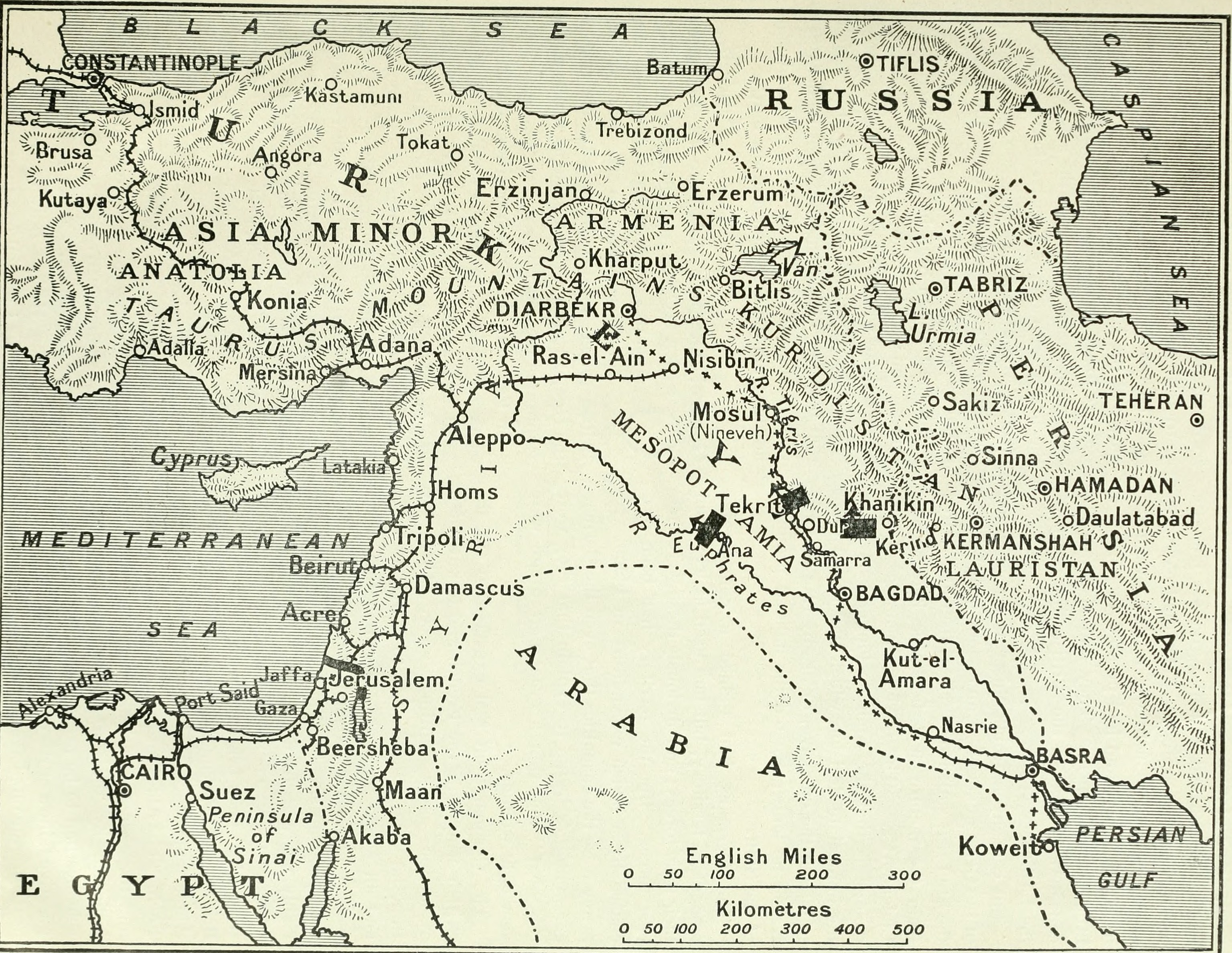
Les fronts en avril 1918.

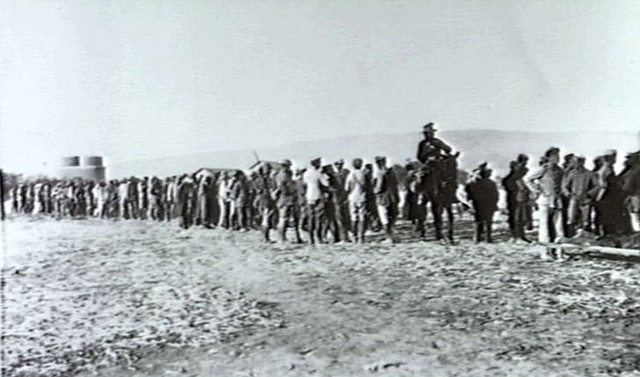
Prisonniers de guerre ottomans en Palestine, 25 septembre 1918.

À l'automne 1918, les Alliés ont certes remporté de grandes victoires sur les troupes germano-turques en Palestine et en Mésopotamie, mais elles ne sont pas encore en mesure de menacer directement les bases de la puissance ottomane.
Lié au front de Salonique, le maintien de la Turquie dans le conflit est conditionné par la résistance bulgare, le territoire bulgare formant un tampon entre les Alliés retranchés en Macédoine et Constantinople. Les demandes d'armistice bulgares du 26 septembre 1918 créent les conditions d'une menace alliée directe sur la capitale ottomane. Dès le 2 octobre, soit quelques jours après l'armistice de Thessalonique, le préfet de Smyrne se rapproche du commandant de l'escadre anglais à Moudros, prélude à des contacts plus approfondis.
L'armistice bulgare coupe brutalement la liaison ferroviaire directe entre l'Allemagne et Constantinople : les unités allemandes engagées au Levant et en Mésopotamie se trouvent isolées de leurs bases européennes et privées de ravitaillement.
En effet, incapables de faire face à une menace directe sur Constantinople, les responsables ottomans se rejettent la responsabilité de la situation les uns sur les autres, Enver Pacha faisant office de bouc émissaire. Le 14 octobre, un nouveau gouvernement est constitué, sous la direction d'Izzet Pacha, et demande l'armistice.

## La sortie du conflit

### L'armistice de Moudros

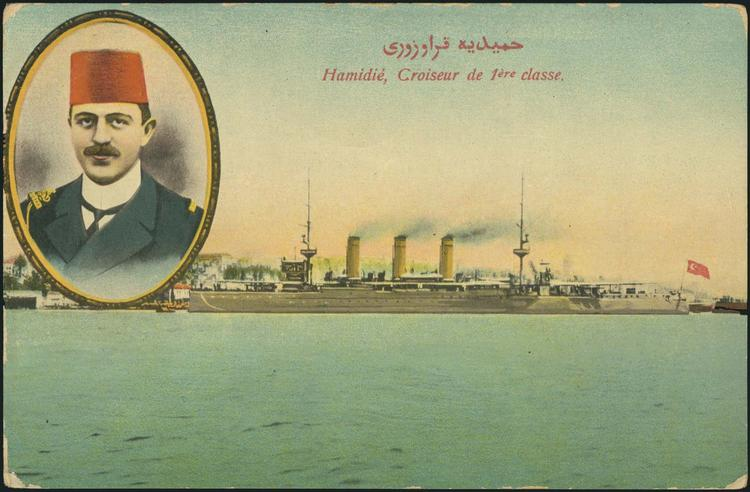
Rauf Orbay, commandant du croiseur Hamidiye en 1913.

Ainsi, le gouvernement constitué le 14 octobre tente plusieurs démarches en vue de prendre contact avec les Alliés. Il tente de se rapprocher de Louis Franchet d'Espérey, commandant du front d'Orient, des représentants alliés à Berne, puis tente une démarche par l'intermédiaire du général Charles Townshend, général britannique, prisonnier depuis 1916, ce dernier étant accompagné d'un émissaire ottoman.
Négociée par les Britanniques au nom des alliés,, les Ottomans ne voulant négocier qu'avec les Britanniques (ce qui soulève de nombreuses objections françaises), la convention est signée le 30 octobre par le ministre de la marine du gouvernement ottoman, Rauf Orbay et doit prendre effet le lendemain à midi.
Les Britanniques ont négocié des conditions d'armistice assez vagues, précisées uniquement dans les domaines qui les intéressent en premier lieu, tout en laissant en suspens les conditions à établir lors du traité de paix ; les Français sont ainsi écartés de l'empire, en dépit d'actions de prestige, essentiellement une parade militaire dans les rues de la ville et la réouverture solennelle de l'ambassade de France, organisées par Louis Franchet d'Espérey, commandant français du front de Salonique, à Istanbul.
Ainsi, l'armée ottomane doit être démobilisée, les détachements occupant encore des positions en Syrie, en Mésopotamie et en Tripolitaine doivent se rendre aux Alliés. Divers points stratégiques doivent être occupés par les Alliés — dans les faits par les Britanniques : les Dardanelles, le Bosphore, les tunnels du Taurus, Batoum et Bakou ; dans le même temps, la Turquie doit rompre les relations diplomatiques avec les puissances centrales.

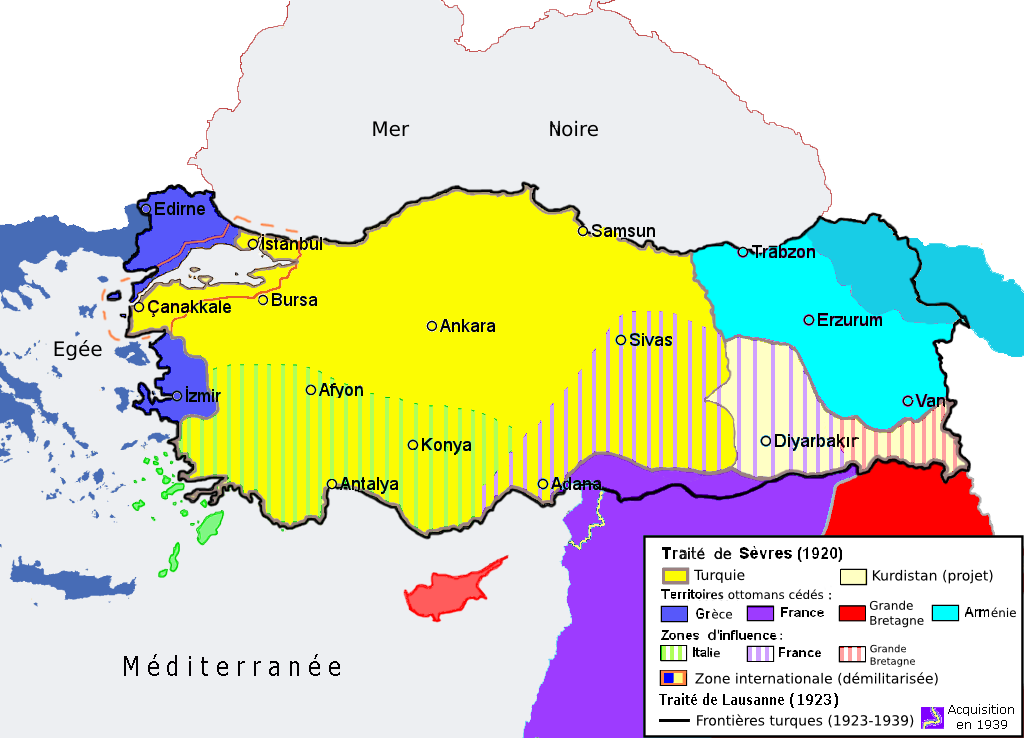
Pertes territoriales de la Turquie au traité de Sèvres, 1920.

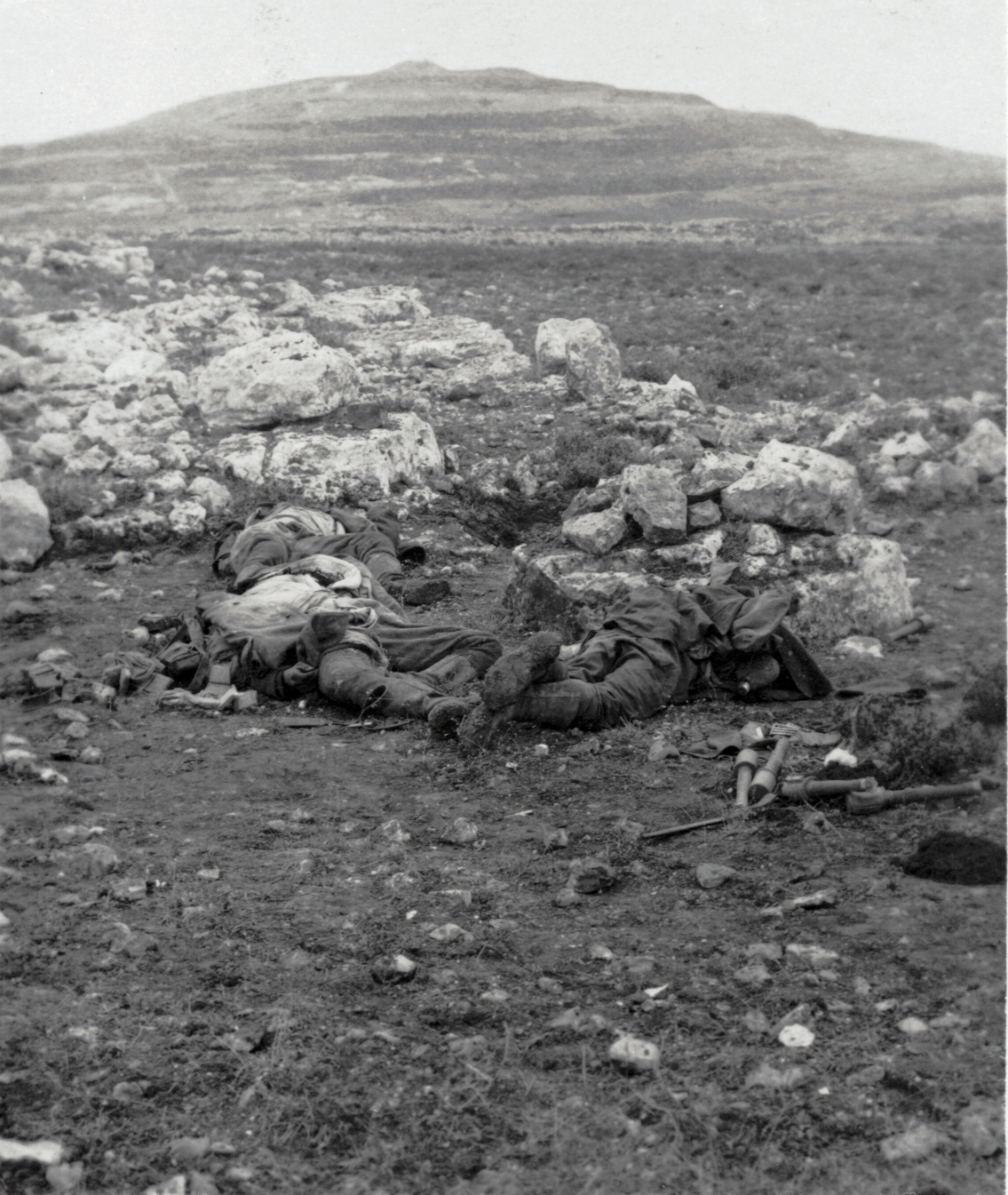
Soldats turcs tués en Palestine, 1917.

### Les traités de paix
Le traité de Sèvres, en application des décisions prises lors de la Conférence de San Remo, est signé le 10 août 1920 par les mandataires du sultan Mehmed VI. Il consacre le rétrécissement de l'Empire ottoman, qui ne garde en Europe qu'Istanbul et en Asie que la partie occidentale de l'Anatolie, moins la région de Smyrne, soit un territoire de seulement 420 000 kilomètres carrés. Il prévoit aussi des zones d'influence au profit des Alliés, mais aussi des minorités kurdes et arméniennes. Il ne fut jamais ratifié par l'ensemble de ses signataires et, provoquant un sursaut national turc autour de Mustafa Kemal Paşa, aboutit à la chute de l'Empire ottoman, à la proclamation de la République turque, à une guerre victorieuse contre la Grèce et à la négociation d'un nouveau traité plus avantageux : le traité de Lausanne.

### Pertes
Pendant ce conflit, l'Empire ottoman a mobilisé au total 2,6 millions d'hommes. Il a perdu 325 000 tués et 400 000 blessés. 202 000 hommes ont été faits prisonniers, principalement par les Britanniques et les Russes, et un million ont déserté, de sorte qu'il ne reste plus que 323 000 hommes sous les armes au moment de l'armistice. Les pertes financières sont aussi énormes avec une dépense de 398,5 millions de livres turques, soit l'équivalent de 9,09 milliards de francs-or de l'époque : l'Empire est pratiquement en banqueroute en 1918.
Son rôle dans la guerre mondiale est loin d'être négligeable. L'Empire britannique a engagé, au cours du conflit, 2 550 000 hommes sur les différents fronts ottomans, soit 32 % de son effectif total ; l'Empire russe, jusqu'à 7 020 000 hommes en septembre 1916, soit 19 % de ses forces ; la France, 50 000 hommes, principalement aux Dardanelles, et l'Italie, 70 000 hommes en Libye contre une rébellion pro-ottomane. Au total, les deux camps, Ottomans et Alliés, ont perdu 1 400 000 hommes.